# Torre Cederborg
Torre Cederborg (17 de diciembre de 1879-7 de octubre de 1928) fue un actor teatral y cinematográfico de nacionalidad sueca, activo en la época del cine mudo. 

## Biografía
Su verdadero nombre era Torsten Cederborg, y nació en Estocolmo, Suecia.
Cederborg actuó en ocho películas mudas entre los años 1910 y 1928.
Casado con las actrices Gucken Cederborg y Maja Cassel (entre 1914 y 1918), Cederborg falleció en Helsingborg, Suecia, en el año 1928. Fue enterrado en el Cementerio Skogskyrkogården de esa ciudad

## Filmografía
- 1910 : Regina von Emmeritz och Konung Gustaf II Adolf
- 1910 : Emigrant
- 1910 : Bröllopet på Ulfåsa II
- 1911 : Järnbäraren
- 1917 : Förstadsprästen
- 1923 : Boman på utställningen
- 1927 : På kryss med Blixten
- 1928 : Hattmakarens bal

## Teatro
- 1908 : Samvetets mask, de Ludwig Anzengruber, dirección de Gustaf Linden, Dramaten
- 1908 : Syndafloden, de Henning Berger, dirección de Gustaf Linden, Dramaten
- 1913 : En parisare, de Edmond Gondinet, dirección de Knut Michaelson, Komediteatern]][4]
- 1913 : Fästningen faller, de Sacha Guitry, dirección de Knut Michaelson, Komediteatern[5]
- 1913 : Simpson och Delila, de Sven Lange, dirección de Emil Grandinson, Komediteatern[6]
- 1913 : Dynastin Peterberg, de Mikael Lybeck, dirección de Knut Michaelson, Komediteatern[7]
- 1913 : Positivhataren, de August Blanche, dirección de Knut Michaelson, Komediteatern[8]
- 1914 : Den skotska regnkragen, de Sacha Guitry, dirección de Knut Michaelson, Komediteatern[9]
- 1914 : Jagad, de John Galsworthy, dirección de Emil Grandinson, Komediteatern[10]
- 1914 : En butiksfröken, de Frantz Fonson y Ferdinand Wickeler, dirección de Gustaf Collijn, Komediteatern[11]
- 1926 : Eliza stannar, de Henry V. Esmond, Helsingborgs stadsteater[12]